# 鳥類飼育

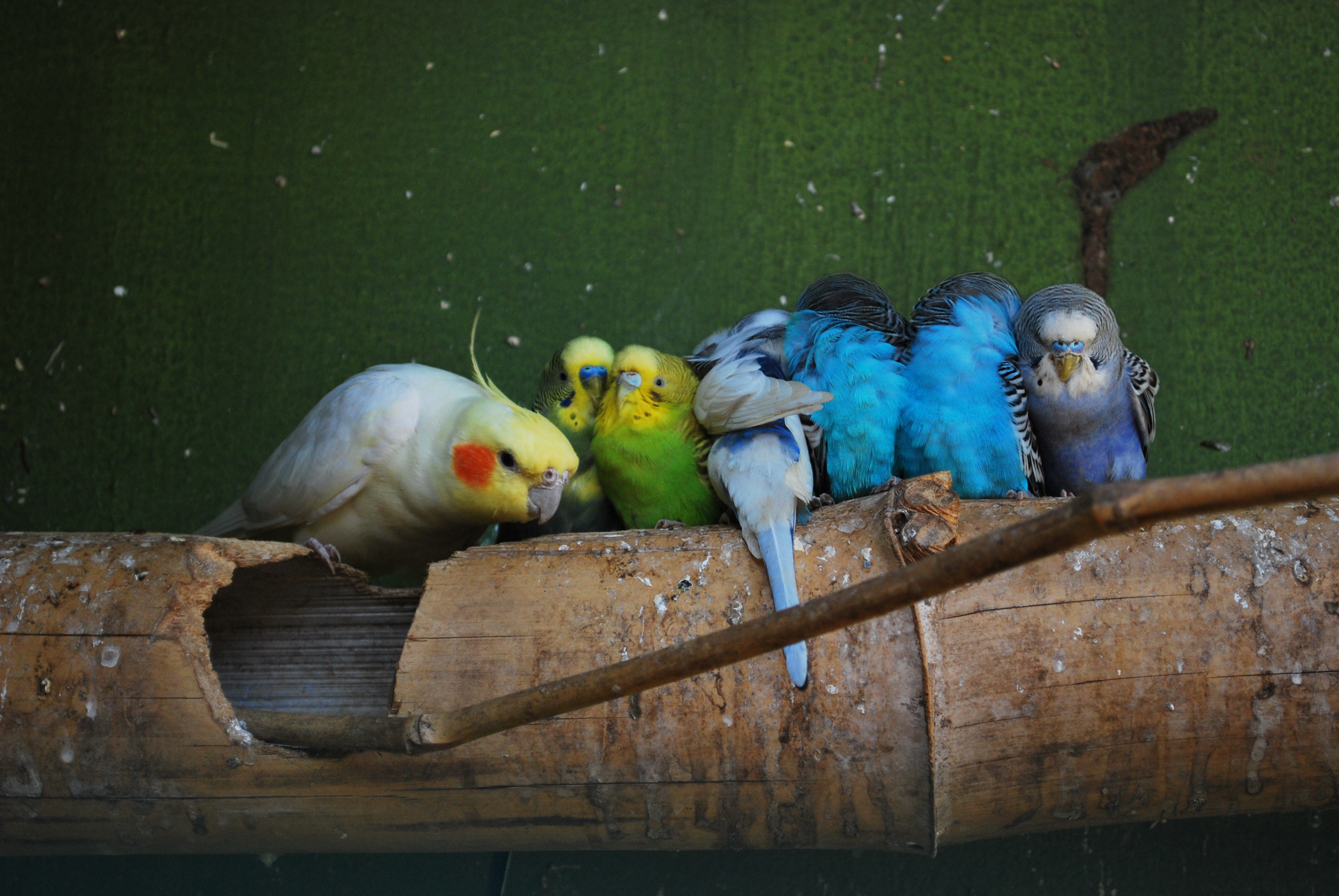
飼育中のセキセイインコとオカメインコ

鳥類飼育（ちょうるいしいく、英:Aviculture）とは、鳥（特に野鳥）を檻などに入れて飼育、繁殖させること。

## 概要
人々が鳥の飼育繁殖に関わるのには様々な理由がある。種を保護するために鳥を繁殖させる人もいれば、飼い鳥としてオウムを育てる人、営利目的で鳥を繁殖させる人もいる。
鳥の飼育は、趣味、ビジネス、研究および保護の目的で、通常は鳥小屋の中など管理下にある状況を利用して鳥類を囚われの状態にしておく慣習である。多くの鳥類が生息地の破壊や自然災害によって危険にさらされているため、種を保護するために鳥を繁殖させる者もいる。
英語圏で野鳥飼育を指すアヴィカルチャー(Aviculture)には、保護を奨励したり、鳥の種に関する教育を施したり、一般向けに飼い鳥を提供すること、および鳥類の行動調査も含まれる。

## 出版物や鳥類飼育協会
鳥類飼育の出版物には、ペットを含む種に関する本、繁殖に関する本、そしてオウムやソフトビルの紹介本などがある。一般的な鳥の種族については、繁殖、介護、愛玩、鳥の選び方、健康への影響といった記事を含む定期刊行物もある。供給会社は鳥の飼育係向けの製品カタログを発行している。 
世界中に鳥類飼育の協会があるが、一般的にヨーロッパ、オーストラリア、アメリカでは人々が富裕な傾向にあり、お金を（鳥類飼育にも）投じてより多くの余暇を過ごしている。英国では、1894年に鳥類飼育協会(Avicultural Society)が設立され、1932年に外来鳥の連盟が設立された。
アメリカ合衆国で最古の 鳥類飼育協会は、1927年に設立されたアヴィカルチュアル・ソサエティ・オブ・アメリカ(ASA)である。ASAは隔月誌『ASA Avicultural Bulletin』を製作している。ASAは、繁殖、保護、返還、教育に重点を置いた501(c)(3)の非営利団体である。米国には1927年に設立されたASAのほか、アメリカン・フェデレーション・オブ・アヴィカルチャー(AFA)という2つの主要な国家鳥類飼育協会がある。なお、セキセイインコ協会は1925年に結成された。
オーストラリアで最初の鳥類飼育協会は、1928年に設立された南オーストラリア鳥類飼育協会である。現在はバード・キーピング・イン・オーストラリアという名称で推進されている。同飼育協会はフルカラーの月刊誌『Bird Keeping in Australia』を製作している。
日本では、野鳥の保護と調査研究を目的として1934年に創立された公益財団法人日本野鳥の会が広く知られており，同団体は、自然との共存をテーマにした一般向けのフリーマガジン『Toriino』を年に4回刊行している。このほか、1947年設立の日本鳥類保護連盟も、鳥類保護による自然保護を目的した団体であるが，両団体ともに鳥類飼育，とりわけ野鳥の飼育に関しては創設以来一貫して否定的な立場を取っており，絶滅種や絶滅危惧種の保護育成，繁殖，放鳥，再導入といった行為に対しても全面的に賛成しているわけではなく，むしろ環境保護の立場からそうした行為には疑問を呈しているので，欧米における鳥類飼育協会とは性格を異とする団体であることに留意する必要が有る。

## 代表的な鳥飼育

### カナリア飼育
一般名カナリア（学名Serinus canaria）という鳴き鳥は、カナリア諸島、マデイラ諸島、アゾレス諸島の原産である。この鳥は1470年代から現在まで、ヨーロッパでは籠に入れる鳥(ケージ・バード)として飼われており、今や世界中に愛好家がいて楽しまれている。

### インコ飼育
インコ亜科の種の飼育、繁殖、保護を専門とする人を、インコまたはオウムのブリーダーという。また、インコ亜科の生息地保護および世界規模で進行するオウムの脅威に対する公共の啓発キャンペーンに取り組んでいる人もいる。
鳥類飼育と同じく、インコ飼育には4つの段階（規模）がある。
1. ペットとしてオウムだけを飼う専門のペット飼い主、は何十羽ものペットオウムを持つようになる。
2. 控えめなオウムだけのコレクションを維持する専門の裏庭道楽者、はごく小規模にそれらを繁殖させる。
3. そのコレクションが非常に大きくなった趣味専門の繁殖場ブリーダー、は農村の繁殖場に移行する必要がある。繁殖場ブリーダーはまだ道楽者と見なされる。
4. プロのオウム専門繁殖業者、はオウムだけを売ってその繁殖から主収入を得ている。